# Willie Anderson (Golfspieler)

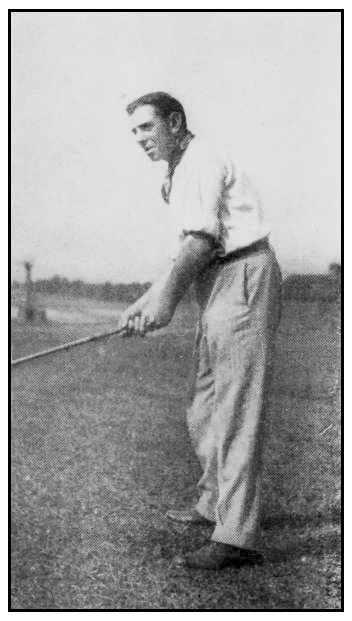
Willie Anderson während der Western Open, 1909, seinem letzten großen Sieg

William Law „Willie“ Anderson (* 25. Oktober 1879 in North Berwick, Schottland; † 25. Oktober 1910 in Chestnut Hill, Philadelphia, Pennsylvania) war ein schottisch-amerikanischer Profigolfer, der als erster Spieler die US Open viermal gewinnen konnte, und er ist bis heute der einzige, dem das dreimal in Folge gelang. 
Anderson gewann dieses Major-Turnier in den Jahren 1901, 1903, 1904 und 1905. Bislang konnten nur Bobby Jones, Ben Hogan und Jack Nicklaus ebenfalls vier Siege verzeichnen.

## Werdegang
Aus Schottland emigrierte er zusammen mit seinem Vater Tom Anderson Sr. und seinem Bruder Tom Jr. im Jahre 1896 in die USA und spielte im Jahr darauf seine ersten US Open, die er als Zweiter beendete. 1899 erfolgte sein erster wichtiger Turniersieg, bei den Southern California Open, bevor Anderson seinen Erfolgslauf bei den US Open hatte. Insgesamt nahm er an vierzehn aufeinanderfolgenden US Open teil und verbuchte neben den vier Siegen noch einen zweiten, einen dritten, zwei vierte, drei fünfte, zwei elfte und einen 15. Platz. Außerdem gewann er die bedeutenden Western Open in den Jahren 1902, 1904, 1908, und 1909. 
Anderson verdiente 14 Jahre lang seinen Lebensunterhalt als Golflehrer in zehn verschiedenen Golfklubs. Er starb im Alter von 31 Jahren, offiziell an Epilepsie. In die World Golf Hall of Fame, die Ruhmeshalle des Golfsports, wurde er 1975 aufgenommen und 2012 in die Scottish Sports Hall of Fame.